# Констанційський дуб
Дуб «Констанці́йський» — вікове дерево, ботанічна пам'ятка природи місцевого значення в Україні. Зростає поблизу села Констанція Чортківського району Тернопільської області, у кв. 82, вид. 2 Улашківського лісництва Чортківського держлісгоспу, в межах лісового урочища «Дача Констанція».
Площа — 0,02 га. Оголошений об'єктом природно-заповідного фонду рішенням виконкому Тернопільської обласної ради від 21 грудня 1974 року № 554. Перебуває у віданні Тернопільського обласного управління лісового господарства.
Під охороною — дуб черещатий віком понад 450 р. та діаметром 180 см, має науково-пізнавальну та естетичну цінність.